# Pērkonkrusts
Pērkonkrusts ("Cruz do Trovão") foi um partido político ultranacionalista, anti-alemão, anti-eslavo e antissemita da Letônia, fundado em 1933 por Gustavs Celmiņš, tomando emprestados elementos do nacionalismo alemão —mas sendo antipático ao nazismo na época—e ao fascismo italiano.  Foi proibido em 1934, sua liderança foi presa e Celmiņš acabou exilado em 1937. Membros ainda presos foram perseguidos durante a primeira ocupação soviética; alguns colaboraram com as forças invasoras da Alemanha Nazista na perpetração do Holocausto. Os Pērkonkrusts continuaram a existir de alguma forma até 1944, quando Celmiņš, que inicialmente havia retornado para trabalhar na administração alemã de ocupação, foi preso.
Após a restauração da independência da Letônia em 1991, um novo movimento nacionalista radical, também chamado de Pērkonkrusts, foi formado em 1995. A organização adota muitos dos mesmos valores de sua antecessora. Os membros participaram diversas vezes dos esforços para bombardear o Monumento aos Libertadores da Letônia Soviética e Riga dos invasores fascistas alemães, o que levou à prisão, julgamento e prisão de muitos de seus membros. Desde cerca de 2000, o grupo se tornou quase inativo.

## História

### Antes da Segunda Guerra Mundial
O grupo fascista  Ugunskrusts (Cruz de Fogo), um dos símbolos étnicos da Letônia, bem como um sinal que é uma imagem espelhada de uma suástica, foi fundada na Letônia em 1932 por Gustavs Celmiņš, mas logo foi proibida pelo governo do país. A antiga organização Ugunskrusts ressurgiu imediatamente sob o novo nome de Pērkonkrusts. Em 1934, estima-se que a Pērkonkrusts tivesse entre 5.000 e 6.000 membros, embora a organização afirmasse que tinha mais. 
Kārlis Ulmanis, líder do Partido Nacionalista Conservador da União Camponesa e então primeiro-ministro da Letônia, propôs reformas constitucionais em outubro de 1933, que os socialistas temiam que atingiriam mais a esquerda do que a direita. Em novembro do mesmo ano, sete deputados comunistas foram presos, enquanto os funcionários do Pērkonkrusts foram deixados em paz. Devido à agitação política, decorrente em parte do crescente poder da direita, Ulmanis encenou um golpe de estado sem derramamento de sangue em maio de 1934, banindo não apenas o Partido Comunista e o Pērkonkrusts, mas todos os partidos e o Saeima (Parlamento). Após o golpe, o líder do Pērkonkrusts, Celmiņš, foi preso por três anos e depois banido da Letônia. 
Embora o Pērkonkrusts não existisse oficialmente depois de 1934, muitos antigos líderes e membros agiram com certo grau de unidade nos anos subsequentes.
No final da década de 1930, Celmiņš criou um "escritório de ligação estrangeira" da Pērkonkrusts em Helsinque, Finlândia. Durante o seu exílio itinerante, Celmiņš estabeleceu contatos pessoais com representantes de outros grupos fascistas na Europa, nomeadamente com Corneliu Codreanu, da Romênia. 

### Durante a Segunda Guerra Mundial
Pouco depois do Pacto Molotov-Ribbentrop em 1939, a Letônia foi ocupada pela União Soviética. Enquanto o regime soviético libertou os comunistas presos por Ulmanis com grande cerimônia, os prisioneiros políticos de Pērkonkrusts não foram libertados. Em vez disso, mais membros dos Pērkonkrusts foram presos pelas autoridades soviéticas durante 1940-1941, alguns deles sendo deportados para a Sibéria. 

Chamada para que os membros do Pērkonkrusts se juntem ao Comando Arājs, publicada no jornal controlado pelos alemães Tēvija em 4 de julho de 1941.

Quando os alemães invadiram a Letônia no final de junho de 1941, Celmiņš, que havia se mudado para a Alemanha após a ocupação da Letônia em 1940, retornou à Letônia como Sonderführer a serviço da Wehrmacht. 
No início de julho, Pērkonkrusts recebeu brevemente permissão para operar abertamente novamente. Antigos membros do Pērkonkrusts foram ativamente procurados pelas autoridades alemãs como voluntários para o Comando Arajs. De acordo com a pesquisa do historiador Rudīte Vīksne, no entanto, houve apenas um punhado de membros dos Pērkonkrusts que desempenharam um papel no Holocausto na Letônia,  suas atividades se concentraram mais na propaganda.
Durante as primeiras fases do Holocausto na Letônia, Mārtiņš Vagulāns, que o historiador Valdis Lumans descreve como um membro do Pērkonkrusts, liderou um esquadrão de extermínio ligado ao Sicherheitsdienst (SD) na cidade de Jelgava. :243 O historiador Andrievs Ezergailis respondeu que Vagulāns não era de fato um membro dos Pērkonkrusts, entre os quais e os nazistas existia "um muro de suspeita".  Ezergailis também argumentou: "Não acho que entre os assassinos dos judeus houvesse mais de dez membros dos Pērkonkrusts, se tanto. Eles desempenharam um papel mais significativo como fornecedores de antissemitismo na imprensa nazista". 
As autoridades alemãs baniram definitivamente a organização em agosto de 1941. Alguns antigos membros do Pērkonkrusts colaboraram com os alemães, enquanto outros mantiveram um sentimento anti-alemão e juntaram-se a esses grupos que se opunham subversivamente à ocupação alemã. 
Celmiņš continuou sua colaboração externa com os alemães na esperança de que formações militares letãs consideráveis fossem criadas. A partir de fevereiro de 1942, chefiou o Comitê para a Organização de Voluntários Letões (em letão: Latviešu brīvprātīgo organizācijas komiteja), cuja principal função era o recrutamento de homens letões para os Batalhões Auxiliares da Polícia da Letônia, conhecidos em alemão como Schutzmannschaften ou simplesmente Schuma.   Além das tarefas de combate na linha da frente, estes batalhões também participaram nas chamadas operações antipartidárias na Letónia e na Bielorrússia, que incluíram os massacres de judeus rurais e de outros civis. 
Membros do Pērkonkrusts que trabalhavam no aparato do SD na Letônia ocupada forneceriam informações a Celmiņš, algumas das quais ele incluiria em sua publicação clandestina anti-alemã Brīvā Latvija. Isso acabou levando Celmiņš e seus associados a serem presos, com Celmiņš acabando preso no campo de concentração de Flossenbürg. 

### Na Letônia moderna

Bandeira dos Pērkonkrusts da década de 1990.

Um grupo radical que reivindicava o nome de Pērkonkrusts surgiu na década de 1990 como uma organização cujo objetivo declarado era derrubar o atual governo insatisfatório e estabelecer uma "Letônia Letônica".  Em 1995, três ex-membros do grupo "Defensores de Rība" - Valdis Raups, Aivars Vīksniņš e Vilis Liniņš, então com 68 anos - juntaram-se ao artista marcial Juris Rečs para reconstituir Pērkonkrusts.  "Defensores de Rība" era um grupo dissidente não registrado da autoproclamada organização sucessora do Aizsargi pré-Segunda Guerra Mundial , liderado por Jānis Rība.  Os membros do grupo receberam nomes de código, fizeram juramentos de lealdade e os membros seniores usaram máscaras para iniciar os recrutas.  A organização era explicitamente militarista e considerava-se uma “unidade de combate letã” empenhada numa “luta de libertação sagrada”. 
A ideologia do grupo era caracterizada principalmente pelo nacionalismo étnico e racial, anti-semitismo, anticomunismo, antiliberalismo e oposição ao livre mercado.  Entre os objetivos de Pērkonkrusts estavam uma Letônia onde o "letão seria o senhor e mestre em sua pátria... não naquela dos bastardos cosmopolitas de língua letã" e "a pureza racial do povo letão". Pērkonkrusts se opôs aos "judeus neocomunistas... meio-judeus e seus aliados... o inimigo número um do povo letão". 
Membros dos Pērkonkrusts reconstituídos tentaram três vezes bombardear o Monumento aos Libertadores da Letônia Soviética e Riga dos invasores fascistas alemães. Num dos incidentes mais graves, na noite de 5 de Junho de 1997, dois dos membros, Valdis Raups e Aivars Vīksniņš, foram mortos na explosão.  Outros nove membros foram processados pelo atentado e receberam sentenças que variam de um ano e meio de liberdade condicional a três anos de prisão. Em 2000, a maioria dos líderes dos atuais Pērkonkrusts foram presos e julgados.   O grupo cessou as atividades organizadas ou foi banido por volta de 2006. 

Logotipo do Centro Gustavs Celmiņš

Um dos líderes anteriores da organização, Igors Šiškins, tentou reativar o Pērkonkrusts novamente. Ele afirmou representar Pērkonkrusts em vários eventos, como a comemoração do Dia da Memória dos legionários letões  e o Dia da Vitória Soviética (9 de maio) em Riga. Em 9 de maio de 2007, Šiškins foi preso por usar símbolos proibidos em público.  Šiškins foi detido de forma semelhante por exibir símbolos proibidos em 9 de Maio de 2009.   Em 2006, uma organização semelhante, o Centro Gustavs Celmiņš (Gustava Celmiņa centrs), que usava os mesmos símbolos que Pērkonkrusts e também afirmava promover Dievturība, foi registrada com Šiškins, tornando-se um de seus líderes até que a organização foi dissolvida pelo Tribunal Regional de Riga em 2014.  
Nas suas relações com a Letônia, o Ministério dos Negócios Estrangeiros da Federação Russa evoca por vezes a história do movimento Pērkonkrusts como prova da herança "fascista" da atual Letónia. 
Em 2016, o blogueiro Jānis Polis relatou que o proprietário do antigo site do GCC está ligado a supostos sites de notícias falsas. 

## Ideologia

Pērkonkrusts: O que é? O que eles querem? Como funciona? – publicação de propaganda partidária de 1933.

Pērkonkrusts foi categorizado pelos estudiosos como representante da direita radical  ou do fascismo.    O pesquisador fascista Roger Griffin descreve o Pērkonkrusts como tendo sido uma "pequena mas genuína oposição fascista" que "buscou uma solução revolucionária para a crise [econômica] e que transformaria a Letônia em um estado autoritário baseado em uma nova elite com uma nova economia corporativista", com sua política definida pelo "nacionalismo integralista".  Com base na definição de fascismo genérico de Griffin, uma categorização de Pērkonkrusts como "nacional-socialismo anti-alemão" também foi proposta em um artigo de 2015. 
Além do jornal do partido, Pērkonkrusts (1933–34), a principal fonte de informação sobre a plataforma política do Pērkonkrusts pode ser encontrada no folheto de 1933, Pērkonkrusts: O que é? O que eles querem? Como funciona? (em letão: Kas ir? Ko grib? Kā darbojas? Pērkonkrusts). Esta publicação não apenas delineou o programa político do movimento, mas também incluiu os estatutos completos do partido.

Com o seu slogan "Letónia para os letões! Trabalho e pão para os letões!" (em letão: Latviju latviešiem! Latviešiem darbu un maizi!), os Pērkonkrusts desejavam colocar todo o controle político e econômico de seu país exclusivamente nas mãos dos letões étnicos. Como resultado, o partido rejeitou a legislação existente que dava autonomia cultural às minorias nacionais. O Pērkonkrusts direcionou sua propaganda contra minorias que supostamente haviam assumido o controle da economia letã (ou seja, alemães bálticos, judeus) e os políticos parlamentares contemporâneos, a quem acusava de corrupção. 
Numa Letônia letã, a questão das minorias não existirá. ... Isto significa que renunciamos, de uma vez por todas, sem reservas aos preconceitos burgueses-liberais sobre a questão nacional, renunciamos a restrições históricas, humanísticas ou outras, na prossecução do nosso único e verdadeiro objetivo – o bem da nação letã. O nosso Deus, a nossa crença, o sentido da nossa vida, o nosso objetivo é a nação letã: quem quer que seja contra o seu bem-estar é o nosso inimigo... Assumimos que o único lugar no mundo onde os letões podem estabelecer-se é a Letônia. Outros povos têm os seus próprios países... Numa palavra: numa Letônia letã, só haverá letões.

 – Gustavs Celmiņš, "Uma Letônia Letã"
Pērkonkrusts rejeitou o cristianismo como uma influência estrangeira e sugeriu, em vez disso, adotar Dievturība, que era uma tentativa de reviver uma religião letã pré-cristã assumida. 
Apesar de seus ideais rurais, o Pērkonkrusts ganhou a maior parte de seu apoio nas áreas urbanas como Riga, Cēsis, Valmiera, Jelgava, mais especificamente entre os estudantes da Universidade da Letônia.

## Símbolos
"Cruz do Trovão" é um dos nomes da suástica em letão, que era usada como símbolo da organização.
O grupo usou uma variação da saudação romana ou hitlerista e saudou com a frase letã "Cīņai sveiks" ("Pronto para a batalha" ou "Salve a luta"). 
De acordo com o historiador letão  Uldis Krēsliņš, embora o partido usasse tanto a suástica como a saudação romana, não era afiliado nem imitador do nazismo alemão — como foi o caso do  Partido Nacional Socialista Unido da Letônia liderado por  Jānis Štelmachers. 
O uniforme dos Pērkonkrusts era uma camisa cinza e uma boina preta.